# Orris S. Ferry
Orris S. Ferry (Bethel, 1823. augusztus 15. – Norwalk, 1875. november 21.) az Amerikai Egyesült Államok Connecticut államának szenátora.